# Leydi Solís
Leydi Solís (n. 17 februarie 1990, Tuluá⁠(d), Valle del Cauca⁠(d), Columbia) este o sportivă ce a reprezentat Columbia, medaliată olimpică. A participat la 2 ediții ale Jocurilor Olimpice (2008, 2016) în care a câștigat o medalie de argint.